# Csepel (eiland)
Csepel is een eiland in de rivier de Donau ten zuiden van en gedeeltelijk behorend tot de Hongaarse hoofdstad Boedapest.
Csepel is 257 km² groot, 48 km lang en zes tot negen km breed. Ten westen loopt de hoofdarm van de Donau. Ten oosten loopt de Ráckevei-Duna, Soroksári-Duna of Kisduna (Kleine Donau), die is afgedamd.
Op het eiland lag tot 1838 een gelijknamig dorp, dat in dat jaar door een overstroming werd verwoest. Dit dorp was de voortzetting van een middeleeuwse stad.
De noordpunt van het eiland is het 21ste district van Boedapest en is het enige gedeelte van de Hongaarse hoofdstad dat noch tot Boeda noch tot Pest behoort. 
Het is een stadsdeel met traditioneel veel zware industrie (ijzer en staal) en arbeiderswijken. De eerste fabriek op het eiland was een munitiefabriek van Manfréd Weiss, een industrieel uit Pest van Duitse afkomst, en ontwikkelde zich onder verschillende namen tot een beroemde ijzer- en staalfabriek. Het bedrijf werd in 1948 genationaliseerd, aanvankelijk als WM Acél- és Fémművek, van 1950 tot 1956 als Rákosi Mátyás Vas- és Fémművek (naar de stalinistische partijleider) en vanaf 1956 als Csepel Vas- és Fémművek. Men produceerde er onder meer vrachtauto's en motorfietsen.
De arbeiders van Csepel maakten in 1956 naam door tijdens de Hongaarse Opstand hevig verzet te bieden tegen de invallende sovjets.
Ráckeve is buiten Boedapest de grootste plaats op Csepel. Hier bevindt zich een barokkasteel, tussen 1720 en 1722 gebouwd in opdracht van Eugenius van Savoye. Deze veldheer had na de verdrijving van de Turken in 1686 het gehele eiland in bezit gekregen.
Geschiedenis:
Op 6 augustus 1272 overleed in de verdwenen middeleeuwse stad Csepel de Hongaarse koning Stefanus V (Hongaars: V. István, Kroatisch: Stjepan V., Slowaaks: Štefan V) (geboren vóór 18 oktober 1239)
Op 1 januari 1950 werd het noordelijke deel van het eiland als het district XXI in de hoofdstad opgenomen. 